# Vlaggenwacht

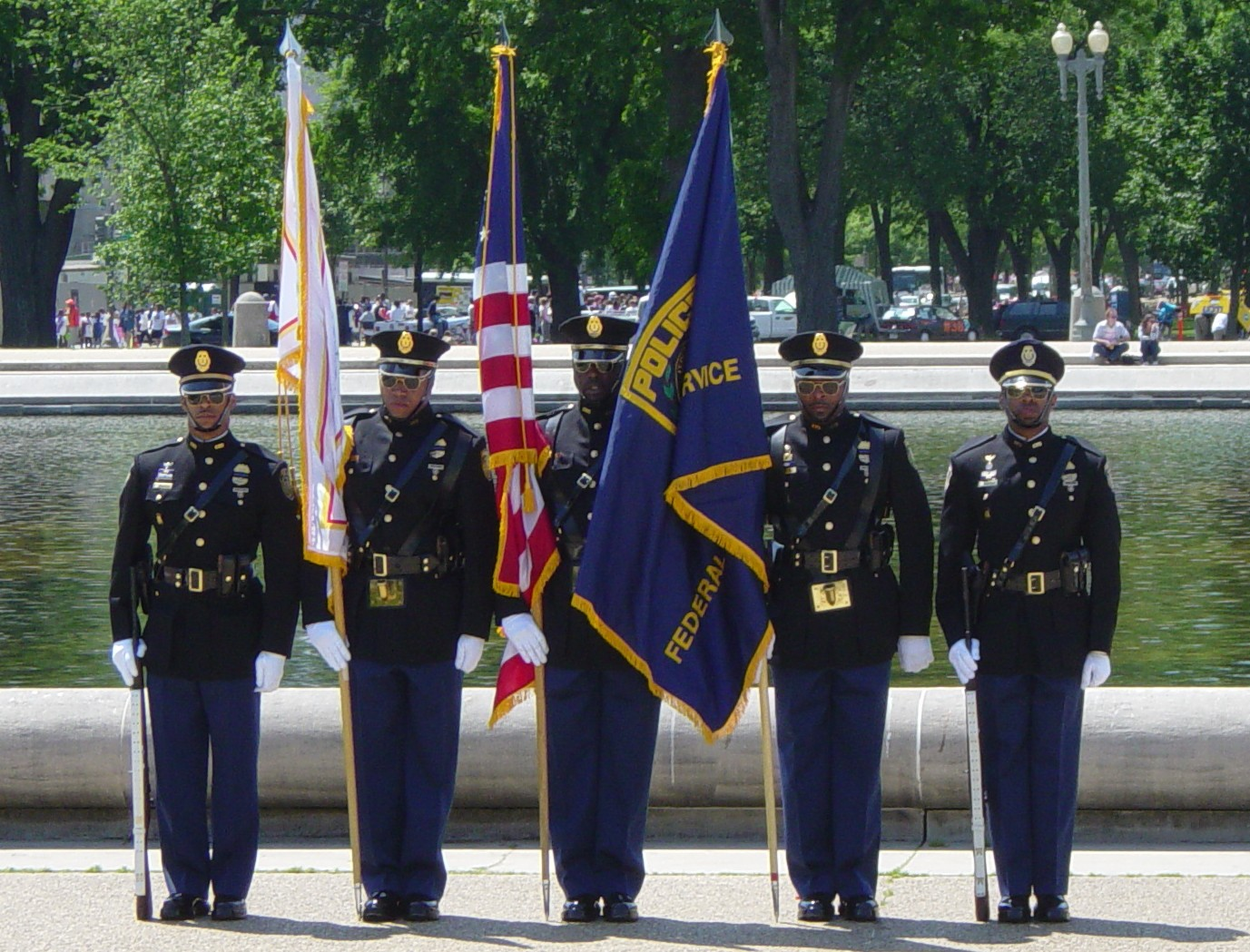
Vlaggenwacht uit de Verenigde Staten

Een vlaggenwacht is een persoon of een kleine groep personen die zorg draagt voor het hijsen en strijken van, vaak een nationale, vlag.
Van oorsprong is het een militair gebruik, waarbij de vlaggenwacht gewoonlijk uit drie personen bestaat, te weten de commandant en twee secondanten die respectievelijk fungeren als vlagdrager en als hijser. Het hijsen en strijken van de vlag geschiedt volgens een vaststaand protocol, waarbij na het hijsen wordt gesalueerd. Soms wordt hierbij ook het nationale volkslied gespeeld.
Vanuit het leger is dit gebruik ook in zwang geraakt bij bepaalde verenigingen zoals scouting, chiro, majorettenkorpsen en dergelijke. Vaak is de vlaggenwacht in dit geval de functie van één persoon.